# Zelina (Republika Serbska)
Zelina (cyr. Зелина) – wieś w Bośni i Hercegowinie, w Republice Serbskiej, w gminie Osmaci. W 2013 roku liczyła 113 mieszkańców.